# Torfbrücke
Torfbrücke ist der am weitesten vom Zentrum entfernte Ortsteil der Hansestadt Rostock. Er liegt im Norden der Rostocker Heide an der Ostsee.

## Geografische Lage

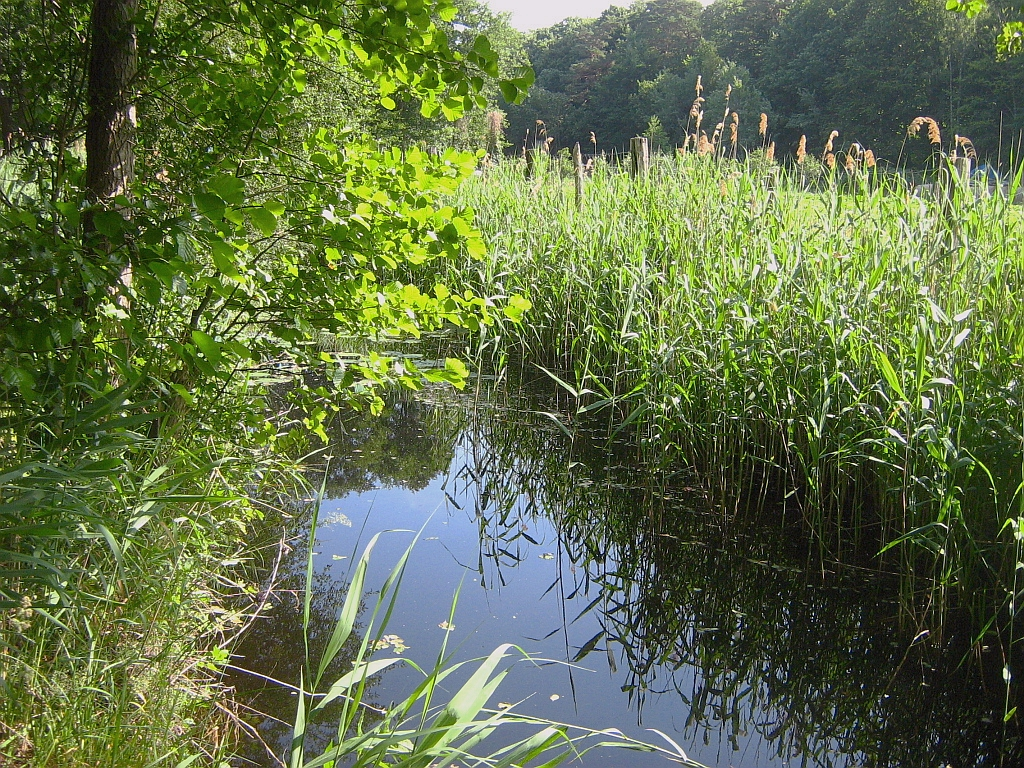
Der Stromgraben bei Torfbrücke

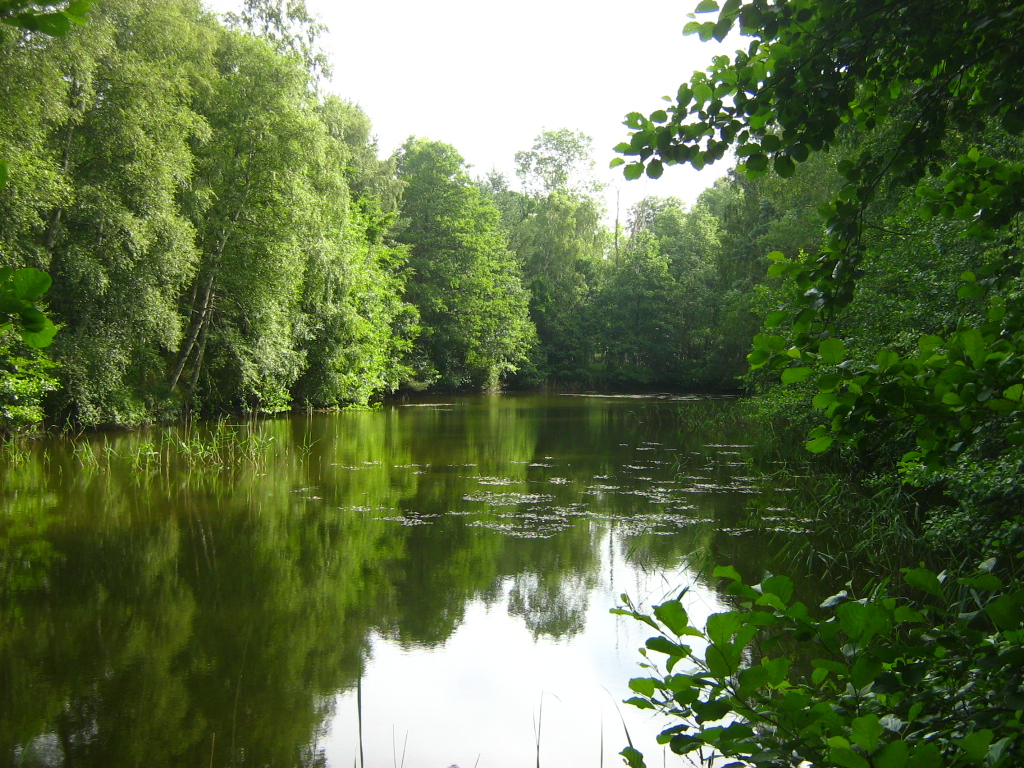
Der wenige hundert Meter lange Rest des Küstenkanals südlich von Torfbrücke

Torfbrücke liegt etwa 17,5 km nordnordöstlich des historischen Kerns der Stadt Rostock. Der Ort ist im Westen, Süden und Osten vom Wald der Rostocker Heide umgeben, im Norden grenzt er direkt – nur durch den Stromgraben getrennt – an die Nachbargemeinde Graal-Müritz. Im Süden der Gemarkung liegt Müggenburg, welches – mitten im Wald gelegen – aus nur einem Grundstück besteht.
Der Stromgraben entwässert den größten Teil der Rostocker Heide. Er mündet bei Torfbrücke (Zeltplatz Uhlenflucht) in die Ostsee.
Westlich des Ortes Torfbrücke trägt der Küstenwald den Namen Gespensterwald, da die Buchen in diesem eigenartigen Wäldchen unter dem ständigen Einfluss des Seewindes verkümmert und verkrüppelt sind und einen ungewohnten Anblick bieten.
Ort und Umgebung liegen etwa zwei Meter über NN. Eine auffällige Erhebung ist der Dachsberg südöstlich des Ortes mit 8,4 Metern über NHN.
Die Ostsee und der natürliche Sandstrand des Ortes sind etwa 1,5 km entfernt.
Es bestanden ab 1957 Pläne, den Breitling durch den Bau eines Küstenkanals mit dem Saaler Bodden für die Schifffahrt zu verbinden. Basierend auf diesen Plänen begannen 1961 die entsprechenden Arbeiten. Aus Kostengründen wurde das Projekt des Küstenkanals aber schon 1962 wieder eingestellt. Die Aushubstellen bei Torfbrücke in der Rostocker Heide und Hof Körkwitz bei Ribnitz sind auch heute noch zu finden. Sie wurden sich selbst überlassen und sind damit zum Teil der jeweiligen natürlichen Umgebung geworden.

## Geschichte

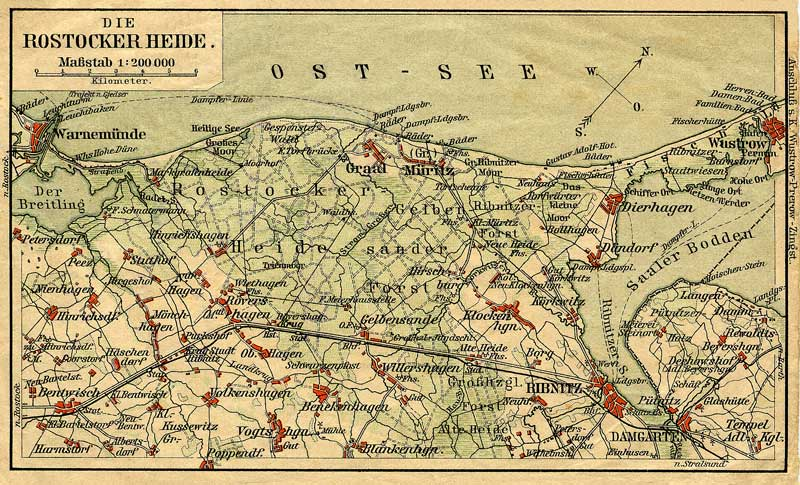
Karte der Rostocker Heide von 1912

Ein wichtiger Punkt in der Ortsgeschichte ist der Bau der Chaussee von Graal-Müritz nach Hinrichshagen im Jahr 1905, die direkt durch Torfbrücke verläuft und eine bessere Anbindung an Rostock ermöglichte. Seit der Fertigstellung der Bahnstrecke Rövershagen–Graal-Müritz zum 1. Juli 1925 besteht auch eine Zuganbindung von Torfbrücke zum Rostocker Hauptbahnhof.
Torfbrücke wurde am 9. Dezember 1924 nach Rostock eingemeindet und gehört heute zum Rostocker Ortsamt Nordwest 1, hat aber die Telefonvorwahl und Postleitzahl von Graal-Müritz.

## Verkehr

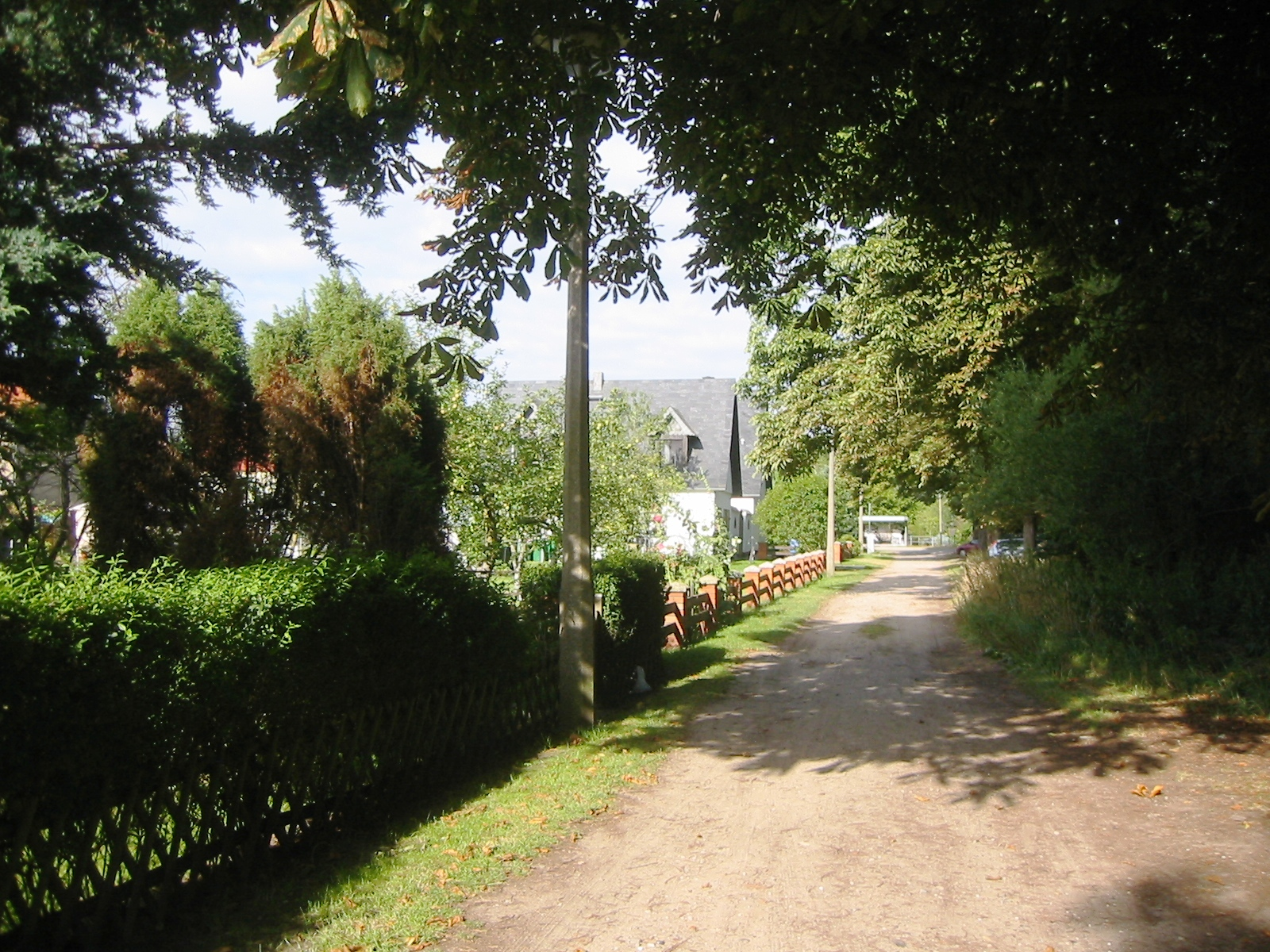
Zufahrt zum Haltepunkt

Der Haltepunkt Rostock-Torfbrücke (bis zum Umbau der Strecke im Jahr 2004 „Ostseebad Graal-Müritz Schwanenberg“) liegt am eingleisigen Streckenabschnitt Rövershagen–Graal-Müritz der Bahnstrecke von Rostock nach Graal-Müritz und wird von der Mecklenburgischen Bäderbahn (Regionalbahnlinie 12) angefahren. Die Züge fahren im angenäherten Stundentakt, außerhalb der Sommersaison an Wochenenden nur alle zwei Stunden.

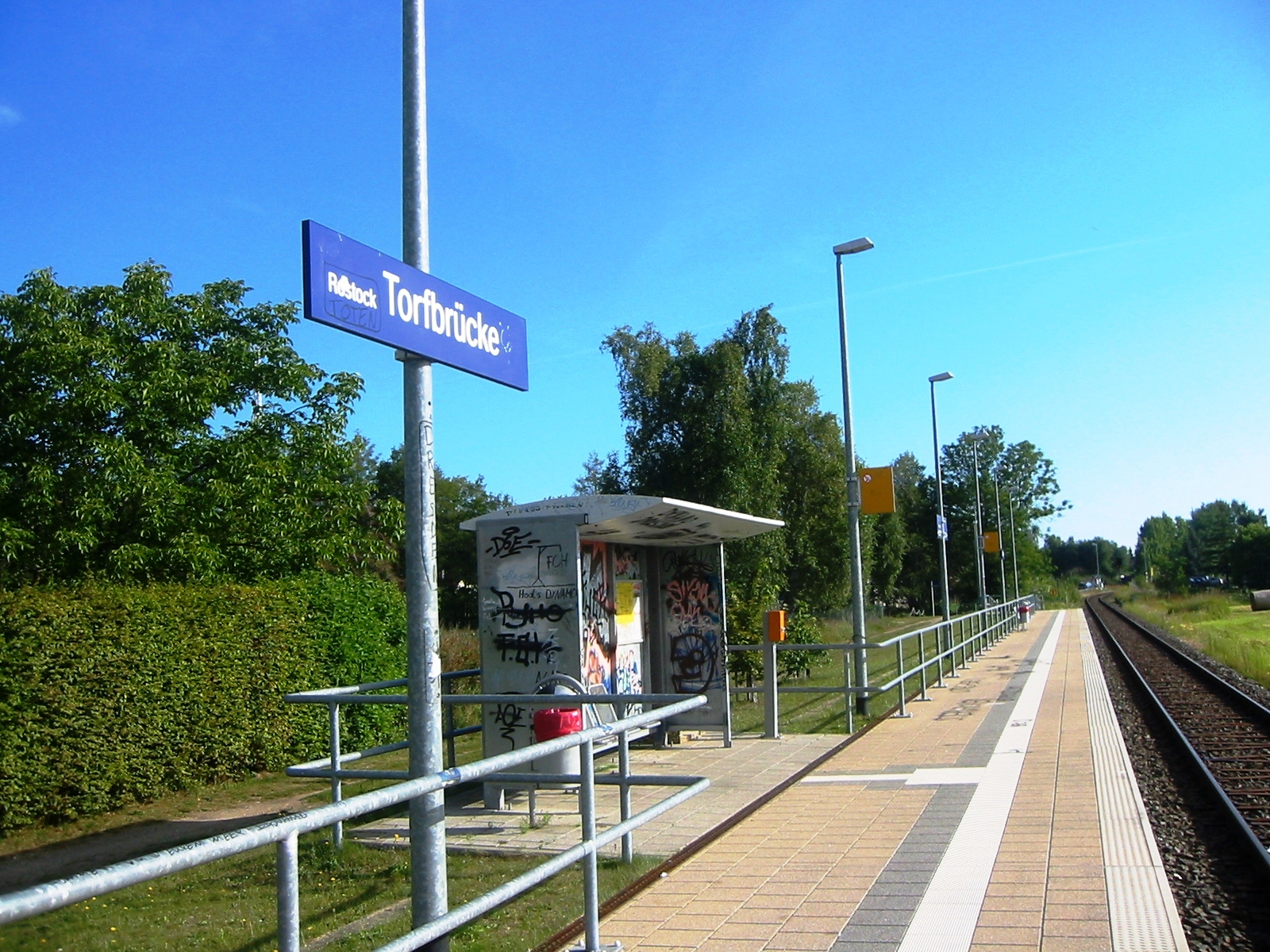
Haltepunkt Rostock-Torfbrücke

Entlang dieser Bahnstrecke existierte mit dem Betriebsbahnhof Müggenburg früher auch ein zweiter Bahnhof im Süden der Gemarkung von Torfbrücke.
Mit dem Auto ist Torfbrücke über die L22 an Ribnitz-Damgarten (über Graal Müritz) im Norden und Rostock (Stadtteil Dierkow) im Süden jeweils an die B105 angebunden.